# Baie de Heligoland
La baie de Heligoland ou baie de Helgoland, en allemand Helgoländer Bucht est une baie qui forme la partie sud de la baie Allemande, elle-même une baie de la mer du Nord, située à l'embouchure de l'Elbe. La baie de Heligoland s'étend de l'embouchure de l'Elbe aux îles de Heligoland, en passant par l'île de Frise orientale de Wangerooge et la péninsule d'Eiderstedt en Frise septentrionale.

## Histoire
Nommée d'après l'archipel de Heligoland, la baie a été le lieu de batailles navales en 1914 et 1917. En 1939 s'est également déroulée une bataille aérienne dont elle porte aussi le nom.

## Géographie
Dans le bassin de Heligoland (Helgoländer Becken), une cuvette qui se trouve au sud-ouest de Heligoland, le golfe est profond de 56 mètres.
L'une des voies maritimes les plus fréquentées au monde, à partir de Hambourg et l'embouchure de l'Elbe au Pas de Calais et la Manche, traverse la baie de Heligoland. La zone comprend également des réserves naturelles telles que le Heligoland Felssockel et la mer des Wadden, dans lequel les parcs nationaux de la mer des Wadden, du Schleswig-Holstein, de Hambourg et de Basse-Saxe sont situés.
Outre les îles de Heligoland, qui forment la limite nord-ouest de la baie de Heligoland, la petite île de Neuwerk est située dans le sud-est de la baie et dans la mer des Wadden, au large de l'estuaire de l'Elbe. Au sud de cette île se trouve l'estuaire de la Weser et, à l'ouest, la baie de Jade. À l'est de la baie, l'Eider pénètre dans la mer avec, au nord la péninsule d'Eiderstedt et, au sud, la baie de Meldorf.

## Culture
La baie constitue à elle seule une province maritime dans le jeu de société Diplomatie.

## Référence
- (en) Cet article est partiellement ou en totalité issu de l’article de Wikipédia en anglais intitulé « Heligoland Bight » (voir la liste des auteurs).